# Садковиці-Кольонія
Садковиці-Кольонія (пол. Sadkowice-Kolonia) — село в Польщі, у гміні Солець-над-Віслою Ліпського повіту Мазовецького воєводства.
Населення — 279 осіб (2011).
У 1975-1998 роках село належало до Радомського воєводства.

## Демографія
Демографічна структура станом на 31 березня 2011 року:
|          | Загалом | Допрацездатний вік | Працездатний вік | Постпрацездатний вік |
| -------- | ------- | ------------------ | ---------------- | -------------------- |
| Чоловіки | 133     | 16                 | 98               | 19                   |
| Жінки    | 146     | 26                 | 67               | 53                   |
| Разом    | 279     | 42                 | 165              | 72                   |